# Чипресса
Чипресса (итал. Cipressa) — коммуна в Италии, располагается в регионе Лигурия, в провинции Империя.
Население составляет 1325 человек (2008 г.), плотность населения составляет 139 чел./км². Занимает площадь 10 км². Почтовый индекс — 18017. Телефонный код — 0183.
В коммуне 2 июля особо празднуется встреча Пресвятой Богородицы и Елизаветы.

## Демография
Динамика населения:

## Администрация коммуны
- Официальный сайт: http://www.comune.cipressa.im.it